# Belvedère (Kemmel)

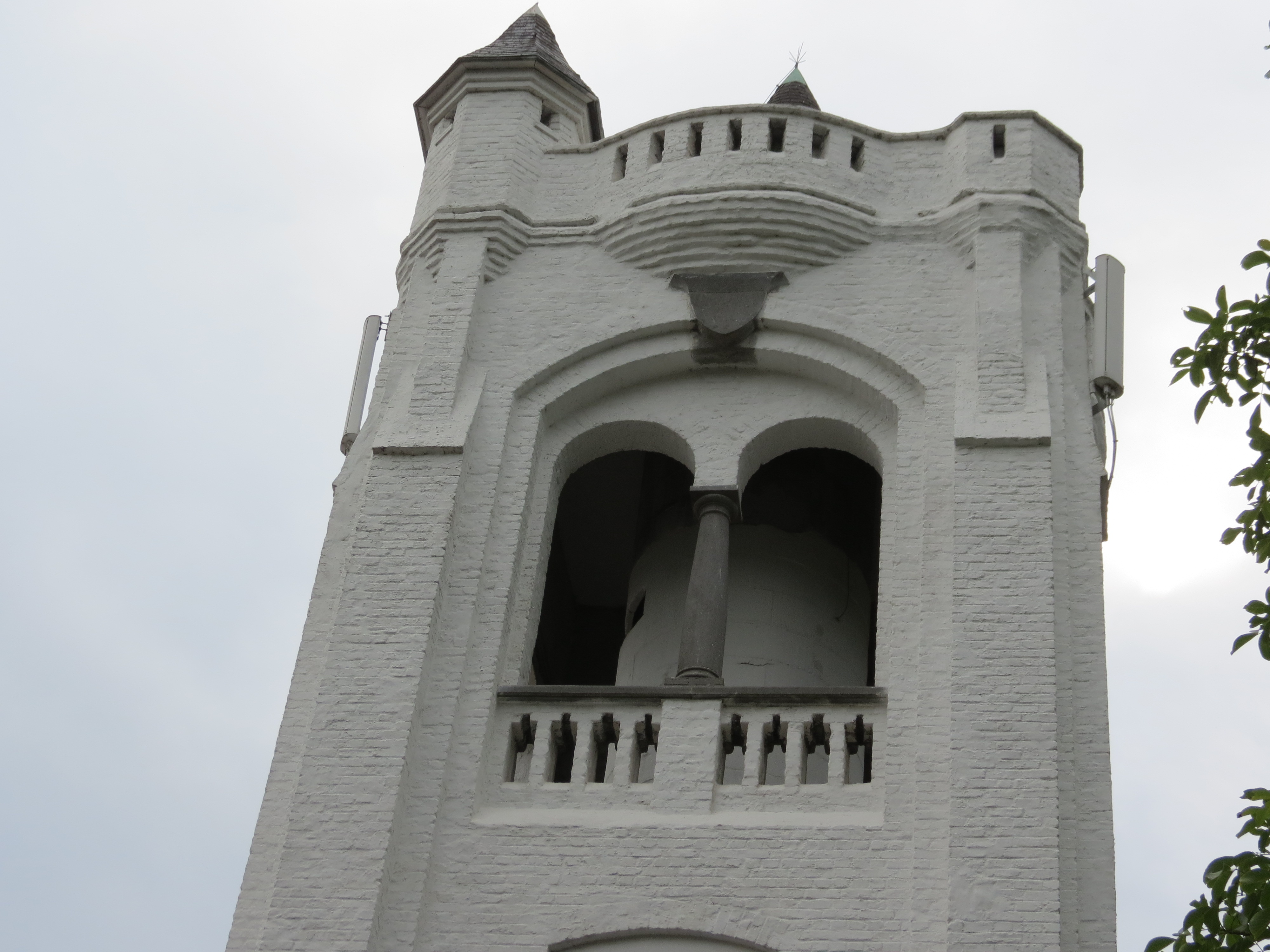
Het Belvedere op de Kemmelberg

De Belvedère is een toeristische uitkijktoren op de Kemmelberg in het Vlaamse Heuvelland, die vrij te bezoeken is, ondanks de gesloten horecazaak.
De toren, sinds 2004 een beschermd monument van onroerend erfgoed, biedt weidse vergezichten, zoals van een belvedère verwacht mag worden. De toren uit 1924 heeft een architectuurhistorische waarde als voorbeeld van wederopbouwarchitectuur. De toren werd opgetrokken ter vervanging van de tijdens de Eerste Wereldoorlog verwoeste houten toren.
De Belvedère is gelegen op de top van de Kemmelberg en een bewijs van de reeds lang aanwezige toeristische traditie rond de Kemmelberg, die na 1850 ontstond met het passeren van de Noord-Franse burgerij die hier ontspanning zocht.